# Angers
Angers (French: [ɑ̃ʒe]) é uma cidade no oeste da França, a cerca de 300 km a sudoeste de Paris. É a capital da região, tendo sido, antes da Revolução Francesa, a capital da Província de Anjou. Os habitantes, tanto da capital, quanto da província, são chamados de Angevins. Sua comuna, excetuada  a área metropolitana, é a terceira mais populosa do noroeste da França, depois de Nantes e de Rennes, sendo a décima sétima mais populosa da França.
É a capital história de Anjou e foi, por séculos, uma importante fortaleza no noroeste da França. É o berço da dinastia Plantagenet e foi, durante o reino de René D'Anjou, um dos centros intelectuais da Europa. 
Desenvolveu-se sob a influência de três rios (o Maine, o Sarthe e o Loir), todos vindos do norte e fluindo para o sul, em sentido ao rio Loire. A confluência de tais rios, ao norte de Angers, cria o rio Maine, um curto mas caudaloso rio que flui para o Loire, muitos quilômetros ao sul. 
A área metropolitana de Angers é o maior centro econômico do oeste da França, particularmente ativa nos setores industrial, horticultura e turismo.
Angers, propriamente, cobre uma área de 42,70 quilômetros quadrados e tem uma população de 152 960 habitantes, enquanto, aproximadamente, 394 700 vivem na região metropolitana, sendo esta composta de 30 comunas cobrindo 540 quilômetros quadrados, com 287 mil habitantes.
Angers tem uma rica vida cultura, tornada possível por suas universidades e museus. O centro medieval ainda é dominado pelo grande castelo de Plantagenêts, lar da Tapeçaria do Apocalipse, a maior peça de tapeçaria medieval no mundo. 
A cidade está tanto na fronteira do Vale do Rio Loire, patrimônio da humanidade, quanto do parque regional natural de Loire-Anjou-Touraine.

## Educação
- École supérieure des sciences commerciales d'Angers